# Gauliga Württemberg 1934/35
Die Gauliga Württemberg 1934/35 war die zweite Spielzeit der Gauliga Württemberg im Fußball. Die Meisterschaft gewann der VfB Stuttgart mit zwei Punkten Vorsprung auf die punktgleichen Mannschaften 1. SSV Ulm und Stuttgarter Kickers. Der VfB Stuttgart qualifizierte sich damit für die Endrunde um die deutsche Meisterschaft, wo sie bis ins Finale vordrangen und dort dem FC Schalke 04 mit 4:6 unterlagen. Die Abstiegsränge belegten der Vorjahresmeister Union Böckingen, der zwar mit demselben Kader angetreten war, sich aber vor allem auf fremden Plätzen äußerst schwach präsentierte und acht von neun Auswärtsspielen verlor, sowie Neuling 1. Göppinger SV. In der Aufstiegsrunde zur Saison 1935/36 setzten sich die SpVgg Cannstatt sowie der FV Zuffenhausen durch.

## Kreuztabelle
Die Kreuztabelle stellt die Ergebnisse aller Spiele dieser Saison dar. Die Heimmannschaft ist in der linken Spalte, die Gastmannschaft in der oberen Zeile aufgelistet.
| 1934/35                | VfB Stuttgart | 1. SSV Ulm | Stuttgarter Kickers | SV Feuerbach | Sportfreunde Esslingen | Stuttgarter SC | Ulmer FV 1894 | Sportfreunde Stuttgart | Union Böckingen | 1. Göppinger SV |
| ---------------------- | ------------- | ---------- | ------------------- | ------------ | ---------------------- | -------------- | ------------- | ---------------------- | --------------- | --------------- |
| VfB Stuttgart          |               | 3:2        | 2:0                 | 7:1          | 4:1                    | 1:5            | 2:2           | 3:2                    | 4:1             | 7:2             |
| 1. SSV Ulm             | 1:3           |            | 3:0                 | 3:3          | 3:1                    | 2:4            | 1:0           | 1:0                    | 6:3             | 5:0             |
| Stuttgarter Kickers    | 1:6           | 5:3        |                     | 3:2          | 2:2                    | 3:1            | 0:2           | 1:1                    | 4:3             | 6:0             |
| SV Feuerbach           | 1:1           | 1:3        | 5:2                 |              | 4:1                    | 2:0            | 2:1           | 4:0                    | 3:0             | 1:2             |
| Sportfreunde Esslingen | 1:3           | 3:4        | 1:2                 | 1:1          |                        | 2:2            | 1:2           | 2:1                    | 3:1             | 8:0             |
| Stuttgarter SC         | 2:0           | 2:3        | 3:4                 | 2:2          | 1:1                    |                | 1:3           | 4:2                    | 2:1             | 1:2             |
| Ulmer FV 1894          | 1:0           | 1:1        | 0:1                 | 5:1          | 3:5                    | 2:4            |               | 6:3                    | 3:1             | 0:1             |
| Sportfreunde Stuttgart | 2:2           | 1:1        | 2:2                 | 2:1          | 2:2                    | 5:1            | 3:0           |                        | 4:2             | 0:3             |
| Union Böckingen        | 5:3           | 2:0        | 0:1                 | 1:0          | 2:3                    | 5:3            | 4:3           | 3:3                    |                 | 4:1             |
| 1. Göppinger SV        | 1:2           | 0:5        | 1:3                 | 0:1          | 1:3                    | 2:6            | 1:0           | 1:2                    | 0:2             |                 |

## Abschlusstabelle
| Pl. | Verein                     | Sp. | S  | U | N  | Tore    | Quote | Punkte |
| --- | -------------------------- | --- | -- | - | -- | ------- | ----- | ------ |
| 1.  | VfB Stuttgart              | 18  | 11 | 3 | 4  | 053:310 | 1,71  | 25:11  |
| 2.  | 1. SSV Ulm                 | 18  | 9  | 5 | 4  | 047:320 | 1,47  | 23:13  |
| 3.  | Stuttgarter Kickers        | 18  | 10 | 3 | 5  | 040:370 | 1,08  | 23:13  |
| 4.  | SV Feuerbach               | 18  | 7  | 4 | 7  | 035:340 | 1,03  | 18:18  |
| 5.  | Sportfreunde Esslingen (N) | 18  | 5  | 7 | 6  | 041:380 | 1,08  | 17:19  |
| 6.  | Stuttgarter SC             | 18  | 7  | 3 | 8  | 044:420 | 1,05  | 17:19  |
| 7.  | Ulmer FV 1894              | 18  | 7  | 2 | 9  | 034:320 | 1,06  | 16:20  |
| 8.  | Sportfreunde Stuttgart     | 18  | 5  | 6 | 7  | 035:390 | 0,90  | 16:20  |
| 9.  | Union Böckingen (M)        | 18  | 7  | 1 | 10 | 040:460 | 0,87  | 15:21  |
| 10. | 1. Göppinger SV (N)        | 18  | 5  | 0 | 13 | 018:560 | 0,32  | 10:26  |

| (M) | Titelverteidiger               |
| (N) | Aufsteiger aus der Bezirksliga |

## Aufstiegsrunde
Qualifiziert waren die sechs Abteilungsmeister aus der Fußball-Bezirksklasse Württemberg 1934/35.

### Kreuztabelle
| 1934/35             | SpVgg Canstatt | FV Zuffenhausen | FC Tailfingen | VfR Schwenningen | VfB Friedrichshafen | VfR Heidenheim |
| ------------------- | -------------- | --------------- | ------------- | ---------------- | ------------------- | -------------- |
| SpVgg Cannstatt     |                | 1:1             | 5:0           | 5:2              | 5:0                 | 2:0            |
| FV Zuffenhausen     | 2:2            |                 | 1:2           | 2:1              | 3:0                 | 4:1            |
| FC Tailfingen       | 4:0            | 3:1             |               | 0:1              | 0:1                 | 3:1            |
| VfR Schwenningen    | 1:4            | 1:1             | 4:3           |                  | 2:1                 | 0:0            |
| VfB Friedrichshafen | 0:2            | 1:2             | 1:0           | 0:0              |                     | 5:0            |
| VfR Heidenheim      | 1:4            | 2:1             | 0:4           | 1:0              | 4:2                 |                |

### Abschlusstabelle
| Pl. | Verein                                          | Sp. | S | U | N | Tore    | Quote | Punkte |
| --- | ----------------------------------------------- | --- | - | - | - | ------- | ----- | ------ |
| 1.  | SpVgg Cannstatt (Sieger Abteilung Stuttgart)    | 10  | 7 | 2 | 1 | 030:110 | 2,73  | 16:40  |
| 2.  | FV Zuffenhausen (Sieger Abteilung Unterland)    | 10  | 4 | 3 | 3 | 018:140 | 1,29  | 11:90  |
| 3.  | FC Tailfingen (Sieger Abteilung Hohenzollern)   | 10  | 5 | 0 | 5 | 019:150 | 1,27  | 10:10  |
| 4.  | VfR Schwenningen (Sieger Abteilung Schwarzwald) | 10  | 3 | 3 | 4 | 012:170 | 0,71  | 09:11  |
| 5.  | VfB Friedrichshafen (Sieger Abteilung Bodensee) | 10  | 3 | 1 | 6 | 011:180 | 0,61  | 07:13  |
| 6.  | VfR Heidenheim (Sieger Abteilung Alb)           | 10  | 3 | 1 | 6 | 010:250 | 0,40  | 07:13  |